# Gran Premio di Gran Bretagna 2012
Il Gran Premio di Gran Bretagna 2012 è stata la nona prova della stagione 2012 del campionato mondiale di Formula 1. Si è disputata domenica 8 luglio 2012 sul circuito di Silverstone. La gara è stata vinta dall'australiano Mark Webber su Red Bull Racing-Renault, al suo nono e ultimo successo nel mondiale. Webber ha preceduto sul traguardo lo spagnolo Fernando Alonso su Ferrari e il suo compagno di squadra, il tedesco Sebastian Vettel.

## Vigilia

### Aspetti tecnici
La Pirelli, fornitore unico degli pneumatici, annuncia per questo Gran Premio coperture di tipo duro e morbido. Durante le prove del venerdì l'azienda fa testare un nuovo tipo di mescola dura, con due treni di gomme per ciascuna scuderia.
La FIA conferma la zona per l'uso del DRS nel corso del Gran Premio. La zona è stabilita lungo l'Hangar Straight e il punto per la determinazione del distacco fra vetture è stabilita alla curva Chapel.

### Aspetti sportivi
Kamui Kobayashi e Jean-Éric Vergne sono penalizzati rispettivamente di 5 e 10 posizioni sulla griglia di partenza a causa di incidenti avvenuti nel precedente Gran Premio.
Timo Glock della Marussia, dopo aver saltato il precedente Gran Premio per un problema intestinale, torna alla guida della sua monoposto.
Il 3 luglio 2012, nel corso di un test aerodinamico all'aeroporto di Duxford, nei pressi di Cambridge, la pilota María de Villota della Marussia è coinvolta in un incidente. La sua vettura sbatte contro un camion del team posto nelle vicinanze della pista. La spagnola è portata in gravi condizioni all'ospedale di Addenbrooke con ferite al capo. Viene poi annunciata la perdita dell'uso dell'occhio destro. La Grand Prix Drivers' Association chiede che la dinamica dell'incidente venga chiarita. Molti piloti pongono sul proprio casco una stella arancione, simbolo presente sul casco della de Villota, come omaggio alla pilota spagnola.
Nigel Mansell viene nominato commissario sportivo aggiunto per il Gran Premio da parte della FIA. Mansell aveva già svolto questa funzione nel 2012 nel Gran Premio di Monaco.
Nella prima sessione di prove del venerdì lo spagnolo Dani Clos prende il posto di Narain Karthikeyan alla HRT, Valtteri Bottas quello di Bruno Senna alla Williams e Jules Bianchi quello di Nico Hülkenberg alla Force India.

## Prove

### Resoconto
La prima giornata di prove libere è caratterizzata dalla pioggia che limita il numero di giri effettuati dai piloti. Nella prima sessione il miglior tempo è fatto segnare da Romain Grosjean, davanti a Daniel Ricciardo. Alcuni piloti decidono di non effettuare nessun tentativo come Fernando Alonso e i due della Force India. La pioggia ha allagato alcune parti del tracciato tanto che non sono mancati i fuori pista. Questa situazione impedisce alle scuderie di testare la nuova mescola hard portata dalla Pirelli.
Nella seconda sessione le condizioni della pista sono anche peggiori, tanto che per metà tempo nessun pilota tenta di effettuare un tempo. Bruno Senna esce alla Chapel per l'aquaplaning, rovinando la sospensione sinistra della sua vettura. Il miglior tempo viene segnato da Lewis Hamilton, seguito da Kamui Kobayashi e Michael Schumacher. Alonso tenta anche di utilizzare le gomme intermedie nella parte finale della sessione, ma senza particolare successo. Lo spagnolo è protagonista di un'uscita di pista alla Stowe: la vettura impatta contro le protezioni danneggiando il musetto.
Nella sessione del sabato i piloti trovano pista asciutta. Il tempo più rapido è di Fernando Alonso (con gomme soft), che termina davanti a Jenson Button e Romain Grosjean. I primi dieci piloti sono racchiusi in un secondo di differenza. Nico Rosberg sconta dei problemi idraulici sulla sua vettura, tanto che i meccanici debbono intervenire rapidamente per consentirgli di prendere parte alle qualifiche. La sessione viene sospesa dopo venti minuti per permettere la rimozione della vettura di Charles Pic, anch'egli vittima di un'uscita dal tracciato.

### Risultati
Nella prima sessione del venerdì si è avuta questa situazione:
| Pos | Nº | Pilota           | Costruttore      | Tempo    | Gap    | Giri |
| --- | -- | ---------------- | ---------------- | -------- | ------ | ---- |
| 1   | 10 | Romain Grosjean  | Lotus-Renault    | 1'56"552 |        | 13   |
| 2   | 16 | Daniel Ricciardo | STR-Ferrari      | 1'56"827 | +0"275 | 10   |
| 3   | 4  | Lewis Hamilton   | McLaren-Mercedes | 1'57"174 | +0"622 | 6    |

Nella seconda sessione del venerdì si è avuta questa situazione:
| Pos | Nº | Pilota             | Costruttore      | Tempo    | Gap    | Giri |
| --- | -- | ------------------ | ---------------- | -------- | ------ | ---- |
| 1   | 4  | Lewis Hamilton     | McLaren-Mercedes | 1'56"345 |        | 8    |
| 2   | 14 | Kamui Kobayashi    | Sauber-Ferrari   | 1'56"474 | +0"129 | 16   |
| 3   | 7  | Michael Schumacher | Mercedes         | 1'56"545 | +0"200 | 12   |

Nella sessione del sabato mattina si è avuta questa situazione:
| Pos | Nº | Pilota          | Costruttore      | Tempo    | Gap    | Giri |
| --- | -- | --------------- | ---------------- | -------- | ------ | ---- |
| 1   | 5  | Fernando Alonso | Ferrari          | 1'32"167 |        | 21   |
| 2   | 3  | Jenson Button   | McLaren-Mercedes | 1'32"320 | +0"153 | 20   |
| 3   | 10 | Romain Grosjean | Lotus-Renault    | 1'32"358 | +0"191 | 25   |

## Qualifiche

### Resoconto
Le qualifiche iniziano con una leggera pioggia che spinge tutti i piloti a utilizzare gomme intermedie; viene inoltre vietato l'uso del DRS. Lewis Hamilton fa segnare inizialmente il miglior tempo: poi la pista tende a migliorare per l'indebolimento delle precipitazioni, tanto che la Sauber decide di montare gomme slick, anche se, successivamente, la scuderia svizzera opta nuovamente per le gomme da bagnato. Viene eliminato nella Q1 Jenson Button penalizzato, nell'ultimo tentativo, da un testacoda di Timo Glock all'ultima curva, che costringe i commissari a esporre le bandiere gialle. Assieme al pilota della McLaren sono esclusi i due della Caterham, i due della HRT e i due della Marussia. Sebastian Vettel è l'autore del tempo migliore di sessione.
La pioggia si intensifica per la Q2, tanto che tutti i piloti escono e continuano a girare per cercare di fare un tempo valido. Le Ferrari e le Williams utilizzano gomme intermedie, e non da bagnato estremo, ma sono costrette a cambiare subito gli pneumatici. Michael Schumacher è autore di diverse escursioni e anche Alonso rischia l'impatto contro un muretto. A 6 minuti e 19 secondi dalla fine della sessione viene esposta la bandiera rossa che interrompe la sessione, per la pioggia troppo forte e per lo stato della pista, che non riesce a drenare l'acqua.
Prima dell'interruzione il miglior tempo è di Sergio Pérez, davanti a Hamilton e Nico Rosberg. La sessione riprende dopo circa un'ora e mezza di attesa. Lewis Hamilton è il migliore, mentre Fernando Alonso conquista l'accesso alla Q3 solo all'ultimo tentativo, pur venendo penalizzato da un'uscita di pista di Romain Grosjean, con seguenti bandiere gialle nell'ultimo settore. Vengono eliminati i due della Toro Rosso, i due della Sauber, Bruno Senna, Nico Rosberg e Paul di Resta.
Nella fase decisiva nuovamente tutti i piloti escono subito dai box per anticipare il possibile ritorno della pioggia forte. Fernando Alonso è il migliore dopo il primo tentativo, battuto poi da Mark Webber. Schumacher e Kimi Räikkönen montano inizialmente le gomme intermedie. Nell'ultimo tentativo Alonso si migliora ancora e conquista la sua ventunesima pole della carriera nel mondiale di F1, la duecentoseiesima per la Ferrari. Il team italiano non conquistava la partenza al palo dal Gran Premio di Singapore 2010, sempre con Alonso alla guida.

### Risultati
Nella sessione di qualifica si è avuta questa situazione:
| Pos                         | Nº | Pilota             | Costruttore             | Q1       | Q2       | Q3          | Griglia |
| --------------------------- | -- | ------------------ | ----------------------- | -------- | -------- | ----------- | ------- |
| 1                           | 5  | Fernando Alonso    | Ferrari                 | 1'46"515 | 1'56"921 | 1'51"746    | 1       |
| 2                           | 2  | Mark Webber        | Red Bull Racing-Renault | 1'47"276 | 1'55"898 | 1'51"793    | 2       |
| 3                           | 7  | Michael Schumacher | Mercedes                | 1'46"571 | 1'55"799 | 1'52"020    | 3       |
| 4                           | 1  | Sebastian Vettel   | Red Bull Racing-Renault | 1'46"279 | 1'56"931 | 1'52"199    | 4       |
| 5                           | 6  | Felipe Massa       | Ferrari                 | 1'47"401 | 1'56"388 | 1'53"065    | 5       |
| 6                           | 9  | Kimi Räikkönen     | Lotus-Renault           | 1'47"309 | 1'56"469 | 1'53"290    | 6       |
| 7                           | 18 | Pastor Maldonado   | Williams-Renault        | 1'46"449 | 1'56"802 | 1'53"539    | 7       |
| 8                           | 4  | Lewis Hamilton     | McLaren-Mercedes        | 1'47"433 | 1'54"897 | 1'53"543    | 8       |
| 9                           | 12 | Nico Hülkenberg    | Force India-Mercedes    | 1'46"334 | 1'55"556 | 1'54"382    | 14      |
| 10                          | 10 | Romain Grosjean    | Lotus-Renault           | 1'47"043 | 1'56"388 | senza tempo | 9       |
| 11                          | 11 | Paul di Resta      | Force India-Mercedes    | 1'47"582 | 1'57"009 | N.D.        | 10      |
| 12                          | 14 | Kamui Kobayashi    | Sauber-Ferrari          | 1'46"649 | 1'57"071 | N.D.        | 17      |
| 13                          | 8  | Nico Rosberg       | Mercedes                | 1'47"724 | 1'57"108 | N.D.        | 11      |
| 14                          | 16 | Daniel Ricciardo   | STR-Ferrari             | 1'47"266 | 1'57"132 | N.D.        | 12      |
| 15                          | 19 | Bruno Senna        | Williams-Renault        | 1'47"105 | 1'57"426 | N.D.        | 13      |
| 16                          | 17 | Jean-Éric Vergne   | STR-Ferrari             | 1'47"705 | 1'57"719 | N.D.        | 23      |
| 17                          | 15 | Sergio Pérez       | Sauber-Ferrari          | 1'46"494 | 1'57"895 | N.D.        | 15      |
| 18                          | 3  | Jenson Button      | McLaren-Mercedes        | 1'48"044 | N.D.     | N.D.        | 16      |
| 19                          | 21 | Vitalij Petrov     | Caterham-Renault        | 1'49"027 | N.D.     | N.D.        | 18      |
| 20                          | 20 | Heikki Kovalainen  | Caterham-Renault        | 1'49"477 | N.D.     | N.D.        | 19      |
| 21                          | 24 | Timo Glock         | Marussia-Cosworth       | 1'51"618 | N.D.     | N.D.        | 20      |
| 22                          | 22 | Pedro de la Rosa   | HRT-Cosworth            | 1'52"742 | N.D.     | N.D.        | 21      |
| 23                          | 23 | Narain Karthikeyan | HRT-Cosworth            | 1'53"040 | N.D.     | N.D.        | 22      |
| Tempo limite 107%: 1'53"718 |    |                    |                         |          |          |             |         |
| 24                          | 25 | Charles Pic        | Marussia-Cosworth       | 1'54"143 | N.D.     | N.D.        | 24      |

Con i tempi in grassetto sono visualizzate le migliori prestazioni in Q1, Q2 e Q3.

## Gara

### Resoconto
Durante il giro di schieramento, un guasto al motore della sua Caterham costringe Vitalij Petrov al ritiro prima ancora che la gara abbia inizio.
Dopo la pioggia del venerdì e del sabato, la gara si svolge sotto il cielo sereno e relativa incertezza sulla tenuta delle due mescole. Tutti i piloti delle prime file optano per le soft, con l’eccezione del poleman Alonso. Con le hard sono anche le due McLaren e Rosberg. Al via Fernando Alonso mantiene il comando, seguito da Mark Webber, Michael Schumacher, Felipe Massa, Sebastian Vettel e Pastor Maldonado, che ha guadagnato una posizione sfruttando il duello tra Vettel e Räikkönen. A centro gruppo c'è un contatto alla prima curva tra Paul di Resta e Romain Grosjean: il britannico subisce una foratura e si ritira, il francese è invece costretto a una sosta ai box per la sostituzione dell'ala anteriore. Nei primi giri Alonso e Webber allungano con Schumacher, che sembra fare da tappo. Un attacco di Massa alla Mercedes porta Vettel a pressare il brasiliano che mantiene però la sua posizione. Al quarto giro Kimi Räikkönen passa Maldonado e Massa mette pressione, a sua volta, a Michael Schumacher, passandolo al giro 11, un giro dopo che Vettel ha anticipato il pit stop montando le hard. Tra il decimo e il quindicesimo giro tutti i migliori della classifica vanno al cambio gomme.
Al dodicesimo giro, usciti dai box vicini, un contatto tra Sergio Pérez e Pastor Maldonado costringe il primo al ritiro e il secondo a un pit stop inatteso, che lo fa sprofondare in classifica. Tre giri dopo Vettel passa Jenson Button per il settimo posto. Dopo la prima tornata di cambi gomme è in testa Lewis Hamilton, che non ha effettuato il suo pit stop, seguito da Alonso, Mark Webber e Sebastian Vettel, che ora precede Massa. Alonso cerca di passare Hamilton e vi riesce al giro 19. Due giri dopo il britannico effettua il suo primo cambio degli pneumatici, monta le soft e rientra settimo alle spalle di Räikkönen. Al giro 24 entrambi passano Schumacher, ma la McLaren non ha ritmo con le soft e  Hamilton va poi nuovamente ai box per il secondo cambio gomme già al giro 28. L’inglese rientra dodicesimo davanti a Grosjean, anche lui reduce dalla seconda sosta; si era fermato al secondo giro dopo un contatto con Di Resta nelle fasi iniziali. Mentre la classifica rimane, nelle posizioni di testa, immutata, i due iniziano a risalire a suon di sorpassi, prima che al giro 35 sia lo stesso francese della Lotus a passare Hamilton.
Al 31º giro Vettel ha effettuato il suo secondo cambio gomme, imitato poi da tutti gli altri battistrada fino al giro 37. Fernando Alonso, ultimo a fermarsi, mantiene ancora il comando della gara, seguito da Mark Webber a quattro secondi; lo spagnolo deve però ora fare 15 giri con le soft, unico tra i primi a montarle. Seguono in classifica Sebastian Vettel, Felipe Massa e i due della Lotus, Kimi Räikkönen e Romain Grosjean. Proprio al trentottesimo giro, al momento del pit stop, Kamui Kobayashi arriva lungo sulla sua piazzola per il cambio gomme e travolge dei meccanici, senza però che vi siano conseguenze fisiche.
Negli ultimi giri Webber si avvicina ad Alonso e riesce a portare il sorpasso al 48º giro. Nello stesso momento anche Schumacher supera un Hamilton sempre più in crisi. Vince Mark Webber, per la nona e ultima volta nel mondiale di F1, la trentesima per la Red Bull.

### Risultati
I risultati del Gran Premio sono i seguenti:
| Pos | Nº | Pilota             | Costruttore             | Giri | Tempo/Ritiro                    | Griglia | Punti |
| --- | -- | ------------------ | ----------------------- | ---- | ------------------------------- | ------- | ----- |
| 1   | 2  | Mark Webber        | Red Bull Racing-Renault | 52   | 1h25'11"288 a 215.662 km/h medi | 2       | 25    |
| 2   | 5  | Fernando Alonso    | Ferrari                 | 52   | +3"060                          | 1       | 18    |
| 3   | 1  | Sebastian Vettel   | Red Bull Racing-Renault | 52   | +4"836                          | 4       | 15    |
| 4   | 6  | Felipe Massa       | Ferrari                 | 52   | +9"519                          | 5       | 12    |
| 5   | 9  | Kimi Räikkönen     | Lotus-Renault           | 52   | +10"314                         | 6       | 10    |
| 6   | 10 | Romain Grosjean    | Lotus-Renault           | 52   | +17"101                         | 9       | 8     |
| 7   | 7  | Michael Schumacher | Mercedes                | 52   | +29"153                         | 3       | 6     |
| 8   | 4  | Lewis Hamilton     | McLaren-Mercedes        | 52   | +36"463                         | 8       | 4     |
| 9   | 19 | Bruno Senna        | Williams-Renault        | 52   | +43"347                         | 13      | 2     |
| 10  | 3  | Jenson Button      | McLaren-Mercedes        | 52   | +44"444                         | 16      | 1     |
| 11  | 14 | Kamui Kobayashi    | Sauber-Ferrari          | 52   | +45"370                         | 17      |       |
| 12  | 12 | Nico Hülkenberg    | Force India-Mercedes    | 52   | +47"856                         | 14      |       |
| 13  | 16 | Daniel Ricciardo   | STR-Ferrari             | 52   | +51"241                         | 12      |       |
| 14  | 17 | Jean-Éric Vergne   | STR-Ferrari             | 52   | +53"313                         | 23      |       |
| 15  | 8  | Nico Rosberg       | Mercedes                | 52   | +57"394                         | 11      |       |
| 16  | 18 | Pastor Maldonado   | Williams-Renault        | 51   | +1 giro                         | 7       |       |
| 17  | 20 | Heikki Kovalainen  | Caterham-Renault        | 51   | +1 giro                         | 19      |       |
| 18  | 24 | Timo Glock         | Marussia-Cosworth       | 51   | +1 giro                         | 20      |       |
| 19  | 25 | Charles Pic        | Marussia-Cosworth       | 51   | +1 giro                         | 24      |       |
| 20  | 22 | Pedro de la Rosa   | HRT-Cosworth            | 50   | +2 giri                         | 21      |       |
| 21  | 23 | Narain Karthikeyan | HRT-Cosworth            | 50   | +2 giri                         | 22      |       |
| Rit | 15 | Sergio Pérez       | Sauber-Ferrari          | 11   | Collisione con P.Maldonado      | 15      |       |
| Rit | 11 | Paul di Resta      | Force India-Mercedes    | 2    | Collisione con R.Grosjean       | 10      |       |
| NP  | 21 | Vitalij Petrov     | Caterham-Renault        | 0    | Motore                          | 18      |       |

## Classifiche Mondiali

### Piloti
| Pos | Pilota             | Punti |
| --- | ------------------ | ----- |
| 1   | Fernando Alonso    | 129   |
| 2   | Mark Webber        | 116   |
| 3   | Sebastian Vettel   | 100   |
| 4   | Lewis Hamilton     | 92    |
| 5   | Kimi Räikkönen     | 83    |
| 6   | Nico Rosberg       | 75    |
| 7   | Romain Grosjean    | 61    |
| 8   | Jenson Button      | 50    |
| 9   | Sergio Pérez       | 39    |
| 10  | Pastor Maldonado   | 29    |
| 11  | Paul di Resta      | 27    |
| 12  | Michael Schumacher | 23    |
| 13  | Felipe Massa       | 23    |
| 14  | Kamui Kobayashi    | 21    |
| 15  | Bruno Senna        | 18    |
| 16  | Nico Hülkenberg    | 17    |
| 17  | Jean-Éric Vergne   | 4     |
| 18  | Daniel Ricciardo   | 2     |

### Costruttori
| Pos | Team                    | Punti |
| --- | ----------------------- | ----- |
| 1   | Red Bull Racing-Renault | 216   |
| 2   | Ferrari                 | 152   |
| 3   | Lotus-Renault           | 144   |
| 4   | McLaren-Mercedes        | 142   |
| 5   | Mercedes                | 98    |
| 6   | Sauber-Ferrari          | 60    |
| 7   | Williams-Renault        | 47    |
| 8   | Force India-Mercedes    | 44    |
| 9   | STR-Ferrari             | 6     |

## Decisioni della FIA
Al termine della gara, La FIA ha multato di 10.000 € Pastor Maldonado per l'incidente provocato ai danni di Sergio Pérez. Il venezuelano ha subito anche una reprimenda.
Anche Kamui Kobayashi è stato multato di 25.000 € per aver causato un incidente nel corso del suo secondo pit stop.